# Primer ministre de Moldàvia
El Primer ministre de la República de Moldàvia (romanès Prim-miniştrii Republicii Moldova) és el cap de govern de la república de Moldàvia. El primer ministre és nomenat pel President de Moldàvia i exerceix el poder executiu amb el govern de Moldàvia subjecte al suport del Parlament de Moldàvia.

## República Democràtica Moldava(1917-1918)
- Pantelimon Erhan (21 de desembre de 1917 - 24 de gener de 1918)
- Daniil Ciugureanu (24 de gener de 1918 - 9 d'abril de 1918)

## República Socialista Soviètica de Moldàvia(1940-1991)

### Cap del Consell de Comissaris del Poble
- Tihon Konstantinov (2 d'agost de 1940 - 17 d'abril de 1945) (a l'exili a l'URSS de juny de 1941 fins a agost de 1944)
- Nicolae Coval (17 d'abril 1945 - 4 de gener de 1946)
- Gherasim Rudi (5 de gener - 4 d'abril de 1946)

### Cap del Consell de Ministres
- Gherasim Rudi (4 d'abril 1946 - 23 de gener de 1958)
- Alexandru Diordiţă (23 de gener de 1958 - 15 d'abril 1970)
- Petru Pascari (24 d'abril 1970 - 1 d'agost de 1976) (1r cop)
- Semion Grossu (1 d'agost de 1976 - 30 de desembre de 1980)
- Ion Ustian (30 de desembre de 1980 - 24 de desembre de 1985)
- Ivan Călin (24 de desembre de 1985 - 10 de gener de 1990)
- Petru Pascari (10 de gener de - 26 de maig de 1990) (2n cop)

## República de Moldàvia(1991- ara)
| Imatge            | Nom               | De                     | Fins                   | Partit                                                                              |
| ----------------- | ----------------- | ---------------------- | ---------------------- | ----------------------------------------------------------------------------------- |
|                   | Mircea Druc       | 26 de maig 1990        | 28 de maig 1991        | Front Popular de Moldàvia                                                           |
|                   | Valeriu Muravschi | 28 de maig 1991        | 1 de juliol 1992       | Front Popular de Moldàvia                                                           |
|                   | Andrei Sangheli   | 1 de juliol 1992       | 24 de gener 1997       | Partit Agrari Democràtic de Moldàvia                                                |
| Ion Ciubuc        | Ion Ciubuc        | 24 de gener 1997       | 5 de febrer 1999       | Aliança per a la Democràcia i les Reformes                                          |
| Serafim Urechean  | Serafim Urechean  | 5 de febrer 1999       | 19 de febrer 1999      | Sense partit                                                                        |
| Ion Sturza        | Ion Sturza        | 19 de febrer 1999      | 21 de desembre 1999    | Aliança per a la Democràcia i les Reformes                                          |
| Dumitru Braghiş   | Dumitru Braghiş   | 21 de desembre 1999    | 19 d'abril 2001        | Sense partit                                                                        |
|                   | Vasile Tarlev     | 19 d'abril 2001        | 31 de març 2008        | Partit dels Comunistes de la República de Moldàvia                                  |
| Zinaida Greceanîi | Zinaida Greceanîi | 31 de març 2008        | 14 de setembre 2009    | Partit dels Comunistes de la República de Moldàvia                                  |
|                   | Vitalie Pîrlog    | 14 de setembre 2009    | 25 de setembre de 2009 | Partit dels Comunistes de la República de Moldàvia                                  |
| Vlad Filat        | Vlad Filat        | 25 de setembre de 2009 | 25 de abril de 2013    | Partit Liberal Democràtic de Moldàvia (Aliança per a la Integració Europea)         |
| Iurie Leancă      | Iurie Leancă      | 25 de setembre de 2013 | 18 de febrer de 2015   | Partit Liberal Democràtic de Moldàvia (Coalició Pro-Europea)                        |
| Chiril Gaburici   | Chiril Gaburici   | 18 de febrer de 2015   | 22 de juny de 2015     | Partit Liberal Democràtic de Moldàvia (Aliança Política per a una Moldàvia Europea) |
| Natalia Gherman   | Natalia Gherman   | 22 de juny de 2015     | 30 de juliol de 2015   | Partit Liberal Democràtic de Moldàvia (Aliança Política per a una Moldàvia Europea) |
| Valeriu Streleț   | Valeriu Streleț   | 30 de juliol de 2015   | 30 d'octubre de 2015   | Partit Liberal Democràtic de Moldàvia (Aliança per a la Integració Europea III)     |
| Gheorghe Brega    | Gheorghe Brega    | 30 d'octubre de 2015   | 20 de gener de 2016    | Partit Liberal de Moldàvia (Aliança per a la Integració Europea III)                |
| Pavel Filip       | Pavel Filip       | 20 de gener de 2016    | 8 de juny de 2019      | Partit Democràtic de Moldàvia (Aliança per a la Integració Europea III)             |
| Maia Sandu        | Maia Sandu        | 8 de juny de 2019      | 14 de novembre de 2019 | Partit d'Acció i Solidaritat                                                        |